# 美貌の果実
『美貌の果実』（びぼうのかじつ）は、白泉社「花とゆめ」で連載されていた川原泉の漫画作品。サブタイトルは「10月はゆがんでる」。
また、同作を表題作とする漫画短編集。

## 概要
バブル景気の頃のストーリーであり、深くものを考えないけど真面目な人々がなんとなく幸せになるストーリーである。
担当編集との話し合いで、農業（第一次産業）をテーマとしたシリーズを連載することになったが、農家から最初に思い浮かんだ稲作は困難だと判断され、ボジョレー・ヌヴォーの語が日本に広まりだしていたこともあって、ワインの話になった。本作の取材として、川原は勝沼のワイナリーを訪れている。
1997年5月に放映された『BSマンガ夜話』では、本作が採り上げられている。
2013年に読者投票によって川原の人気作から傑作集を編纂する企画があったが、『美貌の果実』は人気投票で1位を獲得している。

## ストーリー
甲州で小さな独立ワイナリーを営む秋月家の母娘は途方に暮れていた。ふらっと訪れたグルメ評論家に絶賛されたせいで注文が殺到し、ワインの発送に追われた父と兄を交通事故で一度に失ったからだ。民を見守り続ける行基の霊は、秋月家代々が薬師如来様ゆかりの甲州葡萄の裔に至るまで守ってきた歴史に依り、木に宿る精を目覚めさせ、恩返しを説き、これを容れた精が顕現した。
同じ頃、総合酒販メーカー「リーベル社」の社長、都築貴英も商談のため秋月ワイナリーを訪れた。貴英は、娘の七実が秋月家の菜苗と仲良くなったこともあり、商談そっちのけで秋月家と共にワイン作りに勤しむ日々が続く。
葡萄の収穫期になり、リーベル社のライバルメーカーが商談のため秋月ワイナリーを訪れた。それは産まれたばかりの七実を置いて出て行った貴英の元妻だった。過去の傷に打ちひしがれた貴英は、もう秋月ワイナリーを訪れないと宣言する。しかし、これに反発した七実は家出のように出て行ってしまう。闇の中、迷子になった七実は崖から落ちそうになるが、精の最後の力で助けられた。探しに来た一同が見つけた七実は太い葡萄の蔓によって宙吊りになっており、その手には精が残した葡萄の種がしっかりと握られていた。この世を遠くから眺める行基は、使命を全うした葡萄の精の純真さに涙しつつ、命を繋いでいく人の営みに願いを馳せる。

## 登場人物
秋月菜苗（あきづき ななえ）
秋月ワイナリーの「オピニオンリーダー or 家庭内実力者（いばりんぼ）」。お気楽極楽性分な一家のただ一人のしっかり者 (?) で、父兄を交通事故でなくしたあと母を助けワイン作りにいそしむ。
「リーベル社」社長令嬢・都築七実とは七実の父・貴英が親戚縁者を疑うほど瓜二つ。
エピローグでは都築貴英と結婚し正式に七実と親子になったこと、リーベル社と協業し秋月ワイナリーにはリーベル社からのお手伝いの人が来ていること（ただし、秋月ワイナリーの方針に従いお気楽極楽に生産）が語られている。
都築貴英（つづき たかひで）
総合酒販メーカー「リーベル社」の社長。商談のため訪ねた秋月ワイナリーに娘ともども入り浸るうちにすっかり馴染む。酒の会社の社長なのに酒に弱い。菜苗いわく「酔うと桜貝（のような赤ら顔）。」
エピローグでは秋月菜苗と結婚し、東京へ単身赴任になってしまったことが語られている。また週末になると秋月ワイナリーに行くため、高速道路をかっとんでくることから、車もターボチャージャー付きのものに買い替えている。
都築七実（つづき ななみ）
都築貴英の一人娘。父親と一緒に訪れた秋月ワイナリーで、菜苗と仲良くなった。彼女を母のように慕っている。菜苗と瓜二つ。
行基（ぎょうき）
歴史上の実在人物。本作には霊魂として登場する。
奈良時代に甲州葡萄の木が生えているのを発見したのは大僧行基であるという言い伝えがあり、本作もこれに基づく。
葡萄野精（ぶどうの せい）
秋月家の葡萄に宿っている美貌の精霊だが、惰眠をむさぼっているので行基様に叱られている。秋月家の危機に際し、恩返しの為にと実体化する。
行基様が大善寺（山梨県東山梨郡勝沼町、作中では「Y県K町」、現甲州市)に植えた甲州葡萄の末裔にして、薬師如来様縁の葡萄樹の直系子孫。
秋月母娘に名前を問われた際に、「葡萄の精」と答えたのだが、それがそのまま苗字「葡萄野」と名前「精」であると勘違いされ「精さん」と呼ばれるようになる。
山本虹益（やまもと にじます）
グルメ評論家。ある時、フランスパン・フォアグラ・チーズを小脇に抱えて秋月ワイナリーに試飲にやってきて、赤、白、ロゼとさんざん飲み倒した。後日、雑誌に派手にかつ親切に高評価に書いたおかげで、小規模ワイナリーであった秋月ワイナリーには異常な数の注文が殺到することになる。
エピローグにおいても、今年の秋月ワイナリーのワインの出来栄えを「大手（リーベル社）との協業があっても変わらぬ味」と賞賛している。
川原が取材先の勝沼のワイナリーで出会ったカップルが、実際にフランスパン、フォアグラの缶詰を抱えており、川原もスライスしたパンにフォアグラを乗せたものを勧められている。
都築七実の母（つづきななみのはは）
かつて、リーベル社が経営困難になった際に、会社再建に追われる貴英と産まれたばかりの七実を捨て離婚。後に別の酒販メーカーの社長と再婚。七実が家出したときに、秋月家一同・貴英と一緒に七実を捜す。
無事に保護された七実から、「ありがとう、おばちゃん。」とお礼を言われ、自分のことを覚えていなかった事にショックを受け、その場を後にする。

## コミックス
花とゆめコミックス
- 「美貌の果実」 1987年2月25日 ISBN 4-592-11578-3
  - 収録 架空の森/愚者の楽園/大地の貴族/美貌の果実

白泉社文庫
- 「美貌の果実」 1995年9月15日 ISBN 4-592-88313-6
  - 収録 愚者の楽園/大地の貴族/美貌の果実/架空の森/森には真理が落ちている/パセリを摘みに

花とゆめCOMICSスペシャル
- 「川原泉傑作集 ワタシの川原泉I」 2013年11月5日 ISBN 978-4592198901
  - 収録 美貌の果実/森には真理が落ちている/空の食欲魔人/フロイト1/2/夢だっていいじゃない/月夜のドレス/COCOMじゃないし（エッセイ）
「COCOMじゃないし」は単行本初収録